# 社会開発協議会

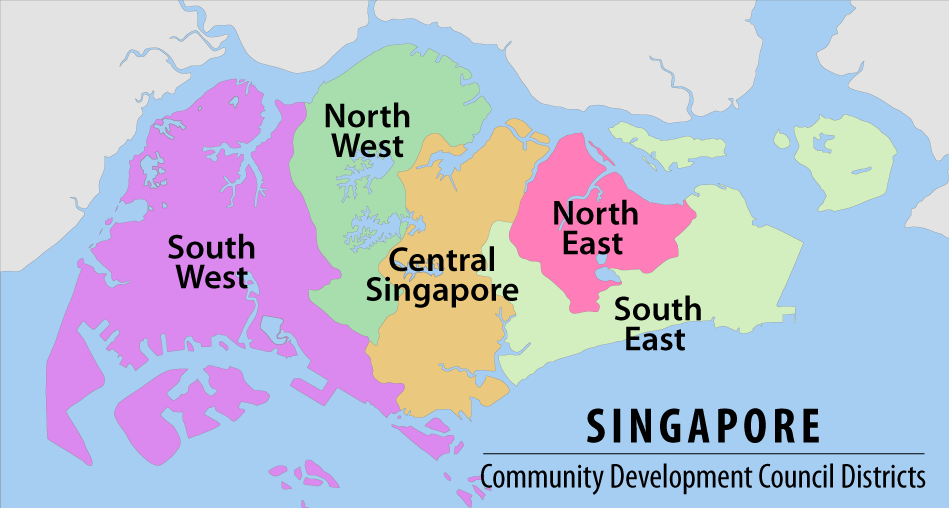
シンガポールの地区別 社会開発協議会

社会開発協議会（しゃかいかいはつきょうぎかい、Community Development Council: CDC）とは、シンガポール政府主導で作られた組織で、政府と地元社会を繋いでいる。ボランティアによって構成され、政府から金銭的な社会支援を受けている。1997年の社会開発協議会条例によって規定されている。

## 組織
シンガポールを下記の5地区に分け、社会開発協議会を置いている。
- シンガポール中央社会開発協議会
- 北西社会開発協議会
- 北東社会開発協議会
- 南西社会開発協議会
- 南東社会開発協議会

各協議会は選挙地区の境界で分けられており、それぞれ4から5の単独選挙区、集団選挙区がある。各協議会は大まかに人口が等しくなるようにされている。それぞれ会長と12人から80人の会員で構成されており、会長は人民協会（People's Association）の会長もしくは副会長に任命される。